# Kościeliski Potok
Der Kościeliski Potok ist ein 3,7 Kilometer langer Flussabschnitt in der Quellregion des Czarny Dunajec in der Woiwodschaft Kleinpolen in Polen. Er hat den Charakter eines Hochgebirgsflusses.

## Geografie
Der Fluss hat seine Quelle an den Nordhängen der Westtatra und fließt nordwärts durch das Tal Dolina Kościeliska. Der Flusslauf befindet sich im Tatra-Nationalpark.

## Flora und Fauna
Das Wasser des Kościeliski Potok ist sauber, im Fluss leben Regenbogenforelle, Forelle, Äsche, Groppe und Elritze. Der Fluss ist von Fichtenwäldern umgeben.

## Tourismus
Der Fluss ist über einen markierten Wanderweg zu erreichen.